# Enjilasmatta
Enjilasmattor, mattor knutna i den Iranska byn Enjilas. Mattornas bottenfärg är lysande krappröd och mönstret görs i beige eller mörkblått. Det vanligast mönstret är heratimönster. Mattorna knyts med turkiskknut med en täthet på 100 000-150 000 knutar per m².